# طريقة كاتو

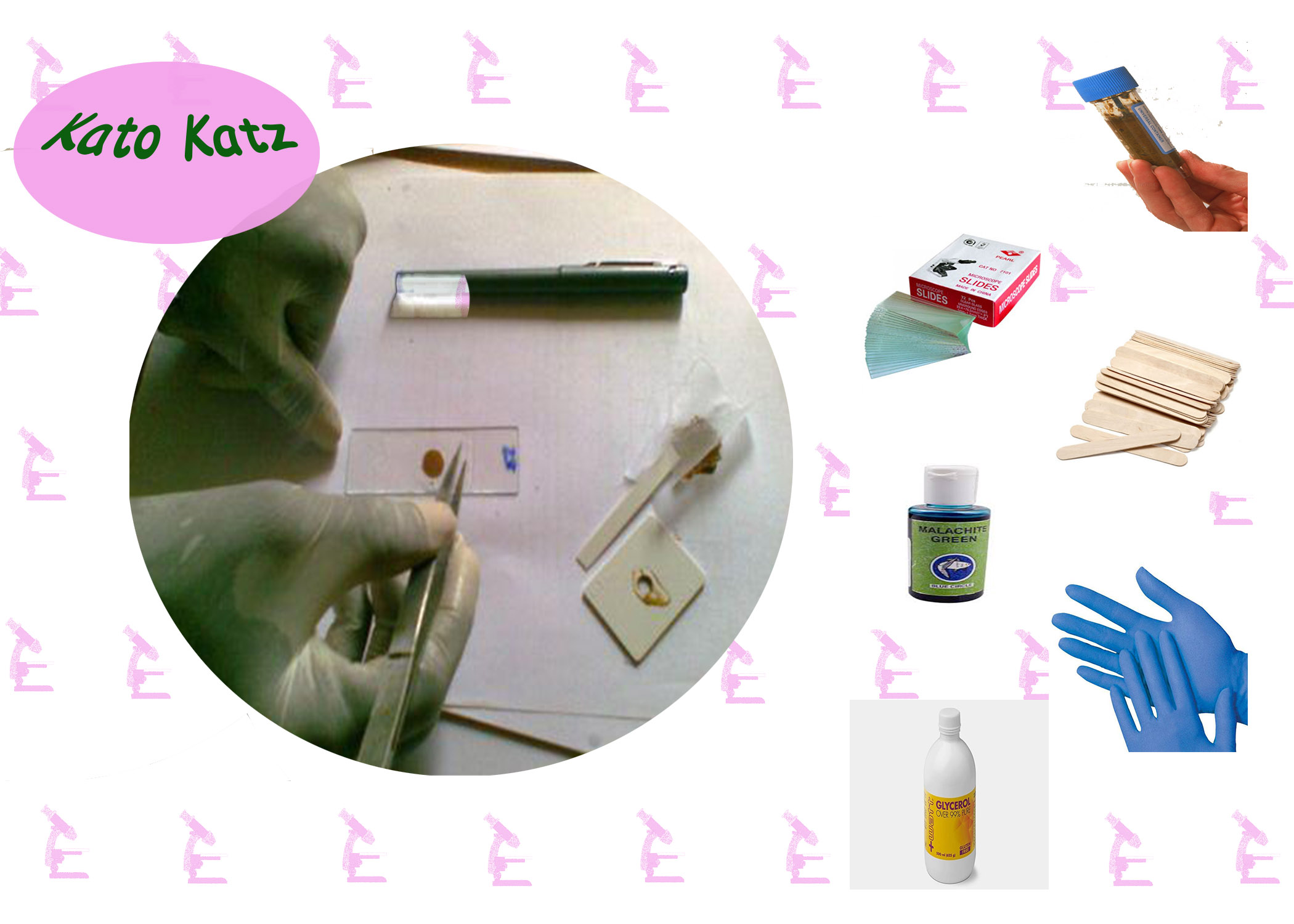

طريقة كاتو أو تقنية كاتو (بالإنجليزية: Kato technique)‏ وتُعرف أيضاً باسم تقنية كاتو-كاتز أو طريقة كاتو-كاتز (بالإنجليزية: Kato-Katz technique)‏ هي طَريقة تستعمل في المُختبر لتحضير عينات براز الإنسان قَبل البَحث فيه عن بَيوض الطُفيليات.

## الاستعمال
تُعتبر طريقة كاتو الطَريقة الأكثر استعمالاً في الكشف عن بُيوض دودة البلهارسيا، حيثُ كانت قديماً تُستعمل للكشف عن بيوض الديدان الطُفيلية الأُخرى. لا يُمكن استخدام هذه الطريقة في الكشف عن بيوض دودة الانسيلوستوما؛ وذلك لأنَّ الدودة تضحمل في فترة 30-60 دقيقة عند استخدام هذه الطريقة.

## الطريقة
اختلفَ البعض في وصف طريقة كاتو، وَلكن إحداها تضمنت صَبغ عينة البراز المُنخلة ثُم فحصها تحت المِجهر، ثُم يتم حساب العدد الإجمالي للبيوض المصبوغة، والتي تستخدم في حساب عدد البيض في كل غرام.